# Волнухинська сільська рада
Волнухинська сільська рада — колишній орган місцевого самоврядування в ліквідованому Лутугинському районі Луганської області. Адміністративний центр — село Волнухине.

## Загальні відомості
Волнухинська сільська рада була утворена в 1987 році. Ліквідована у 2020 році. Водоймища на території, підпорядкованій даній раді: річка Луганчик, Волнухинське водосховище.
30 грудня 2010 року рішенням Луганської обласної ради № 2/24 на території ради було утворено Волнухинський заказник «з метою збереження типових для цього регіону степових природних ландшафтів, охорони рослинного світу».

## Населені пункти
Сільській раді підпорядковані населені пункти:
- с. Волнухине
- с. Верхня Оріхівка
- с. Мар'ївка
- с-ще Ключове
- с-ще Лісне
- с. Новофедорівка
- с. Петро-Миколаївка

## Склад ради
Рада складається з 16 депутатів та голови.

### Керівний склад попередніх скликань
| ПІБ                         | Основні відомості                                                                       | Дата обрання | Дата звільнення |
| --------------------------- | --------------------------------------------------------------------------------------- | ------------ | --------------- |
| Ковальова Ганна Теодозіївна | Сільський голова, 1960 року народження, освіта середня спеціальна, член Партії регіонів | 26.03.2006   | 31.10.2010      |
| Ковальова Ганна Теодозіївна | Сільський голова, 1960 року народження, освіта середня спеціальна, член Партії регіонів | 31.10.2010   |                 |

Примітка: таблиця складена за даними джерела